# Музакион (дим)
Муза́кион (греч. Δήμος Μουζακίου) — община (дим) в Греции. Входит в периферийную единицу Кардица в периферии Фессалия. Население 13 122 жителя по переписи 2011 года. Это одна из наиболее густонаселенных общин в периферийной единице Кардица. Основное занятие местного населения — сельское хозяйство. Площадь общины 313,866 квадратного километра. Бо́льшая часть общины покрыта горами. Плотность 41,81 человеак на квадратный километр. Административный центр — Музакион. Димархом на местных выборах в 2014 году избран Еорьос Коцос (Γεώργιος Κωτσός).
Сообщество Музакион создано в 1912 году (ΦΕΚ 261Α), в 1946 году (ΦΕΚ 290Α) создана община. В 2010 году (ΦΕΚ 87Α) по программе «Калликратис» к общине Музакион присоединены упразднённые общины Итоми и Памисос.

## История
История региона насчитывает много веков, о чем свидетельствуют богатые археологические находки. В двух километрах к северо-востоку от Музакиона в деревне Гомфи находятся остатки древнего города Гомфы, позднее переименованного в Филиппополь (Φιλιππούπολη) в честь Филиппа II Македонского. Город охранял проход в горные районы А́графы. Около 340 года до н. э. город начал чеканить серебряную, а позднее и медную монету с изображением Зевса. Сохранились остатки городской стены. В 198 году до н. э. город был захвачен местным царём Аминандром, позднее Филиппом V Македонским, а в 48 году до н. э. армией Юлия Цезаря, которая его разграбила. В VI веке н. э. городские стены были восстановлены Юстинианом и поселение просуществовало до периода османского владычества.
В ходе оккупации Греции странами «оси» в 1943 году город Музакион сожгли итальянские войска и вследствие этого большинство домов в городе новой постройки, с небольшим числом сохранившихся памятников старины.

## Административное деление

Административное деление общины:
1 — Музакион
2 — Итоми и Памисос (справа)

Община (дим) Музакион делится на 3 общинные единицы. В её состав входит деревня Амигдали.